# رحلة الأيام (فلم)
رحلة الأيام فيلم مصري أُنتج عام 1976، من تأليف فاروق صبري وإخراج هنري بركات.

## تمثيل
- سهير رمزي
- سمير صبري
- منى جبر
- حسن مصطفى
- نبيلة السيد
- وحيد سيف
- نادية فؤاد
- يونس شلبي
- عماد حمدي
- مريم فخر الدين[1]